# Henry Salt

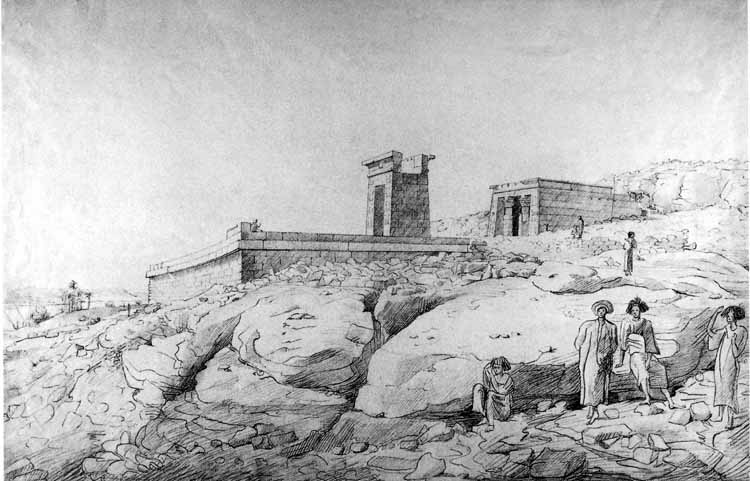
El Templo de Dendur en su ubicación original. Dibujo de Henry Salt

Henry Salt (Lichfield, 14 de junio de 1780) fue un artista, viajero, diplomático, retratista, ladrón de artefactos egipcios y naturalista inglés. Hijo de Thomas y Alice Salt, sería el más joven de los ocho hijos del matrimonio Salt.

## Biografía
Estudió bajo la tutela de Joseph Farington y después con John Hoppner, en Londres, en la Royal Academy Antique School. En 1802 se convirtió en el secretario del coleccionista inglés George Annesley, Conde de Mountnorris y vizconde de Valentia. 
Acompañó al vizconde en sus viajes a la India, Etiopía y Egipto. Salt publica una descripción muy detallada de estos viajes bajo el título de Account of a Vogage to Abyssinia and Travels into the interior of the Country…in the years 1809-1810, además de una serie de dibujos e ilustraciones titulada Twenty-four Views taken in St Helena, the Cape, India, Ceylon, Abyssinia and Egypt.
Henry Salt arribó a Egipto en 1816 como cónsul general británico, convertido en diplomático a los 36 años de edad. Al ser nombrado como cónsul general en Egipto se le dio la misión de conseguir antigüedades para el Museo Británico.

## La Guerra de los Cónsules
Su homólogo y rival francés Bernardino Drovetti trataría en varias ocasiones de detener las excavaciones de los agentes del cónsul británico. Los cónsules hicieron un trato, todos los monumentos en el este de río Nilo serían de los franceses, mientras que los del oeste del río Nilo pertenecerían a los británicos.
Drovetti tenía una ventaja muy importante sobre Salt, la de ser uno de los confidentes del pacha Mehemet Ali. Con el tiempo, Salt aprendería de los métodos de Drovetti y conseguiría un agente experto en Egipto, Giovanni Battista Belzoni. 

## Las colecciones de Salt
Gracias a la astucia de Giovanni Battista Belzoni, Salt pudo recopilar en sólo dos años su primera colección, que incluía la cabeza de Ramsés II, y que sería vendida al Museo Británico por la suma de dos mil libras esterlinas. Seguiría otra importante colección de 4.014 objetos acumulados entre 1819 a 1824, entre los que se encontraba el sarcófago de Ramsés III, ofrecido primeramente al Museo Británico, que rechazó la oferta por encontrarla a un precio muy alto. Jean-François Champollion lo vio en Livorno y pidió al gobierno francés comprarlo. Sería adquirido en 1826 por orden de Carlos X de Francia por la cantidad de 10 000 libras esterlinas, pasando a formar parte de la colección egipcia del Museo de Louvre. Salt lograría reunir una tercera colección de antigüedades, que contenía 1.083 objetos que sería comprada, en subasta, por el Museo Británico en 1835.
Patrocinó excavaciones en Tebas y Abu Simbel, realizando una investigación arqueológica de las pirámides de Guiza y de la Gran Esfinge; también aprendió a descifrar jeroglíficos con Jean-François Champollion.
Murió en Desouk el 30 de octubre de 1827, a los 47 años de edad.
- La abreviatura «Salt» se emplea para indicar a Henry Salt como autoridad en la descripción y clasificación científica de los vegetales.[1]